# Vocalise
De term vocalise wordt gebruikt in de dichtkunst en de muziek in enigszins verschillende betekenissen.

## Dichtkunst
Een vocalise is een gedicht dat volledig berust op klankassociaties (Van Dale). De inhoud of betekenis van het gedicht is minder of niet belangrijk. Het gaat om een zangerig melodisch gedicht, waarin de woorden ‘zich loszingen van hun betekenissen’ (Buddingh'). De lezer die naar betekenis zoekt, raakt poëtisch op dwaalwegen. Woorden of letters worden immers gebruikt als muziekklanken. Het gegeven van taal als communicatiemiddel lijkt in zulke gedichten veraf. Maar het is ook niet echt muziek, want daarvoor zijn de taalklanken dan weer te beperkt.
De term is, naast het begrip cantilene, gebruikt door Jan Engelman voor zijn poésie pure, dat een veel overkoepelender en meer verspreide term is. Poésie pure vindt men terug bij o.a. Paul van Ostaijen, Herman Gorter, Jan Engelman, Lucebert, Jan G. Elburg en Jan Hanlo.
Vera Janacopoulos en En rade van Jan Engelman zijn beide voorbeelden van vocalises of cantilenes, waarvoor Jan Engelman zelf die termen gebruikte. Vera Janacopoulos is een lied op een Braziliaanse zangeres, waarvan de eerste strofe zekere bekendheid geniet.
Ambrosia, wat vloeit mij aan?
uw schedelveld is koeler maan
en alle appels blozen

## Muziek
In de muziek wordt de term vocalise gebruikt voor een muziekstuk op één klinker of één lettergreep, bijvoorbeeld "la". De bekendste vocalise in de muziek is die van Sergej Rachmaninov: Vocalise. Een ander voorbeeld zijn de twee Vocalises van Albert Roussel.
Ralph Vaughan Williams gebruikte koor en vrouwelijke soliste voor een vocalise-passage in zijn "Sinfonia antartica", net als de Nederlandse componist Julius Röntgen deed met een sopraanstem in een van zijn eendelige symfonieën. 
De stemmen krijgen hier de waarde van een instrument in het orkest, waaraan ze als het ware een nieuw timbre toevoegen. Frederick Delius gebruikte in het orkest een vocaliserend koor in "A song of the High Hills". Maurice Ravel deed hetzelfde in het ballet Daphnis et Chloé, evenals Josef Suk in zijn symfonisch gedicht De rijping (Zrání), Claude Debussy in de derde (Sirènes) van zijn Nocturnes en Gustav Holst in het afsluitende Neptunus-deel van The Planets. Heitor Villa-Lobos gebruikte vocaliserende vrouwenstemmen in een kwartet voor harp, celesta, fluit, saxofoon en in een nonet.
André Caplet schreef een werk voor strijkkwartet en drie vocaliserende vrouwenstemmen (1909). De Deense componist Carl Nielsen zet in het tweede deel van zijn derde symfonie een sopraan en een tenor vocaliserend in. 
De vocalise "Ik ben blij, omdat ik eindelijk naar huis terugkeer" (Я очень рад, ведь я, наконец, возвращаюсь домой), gecomponeerd door Arkady Ostrovsky en gezongen door Edoeard Chil, werd in 2009 wereldberoemd als internetmeme.